# Фігель Володимир Степанович
Володимир Степанович Фігель (нар. 15 жовтня 1955, Львів) — радянський та український футболіст, який грав на позиції півзахисника та захисника. Відомий за виступами за українські клуби «Авангард», за який зіграв більше 260 матчів у чемпіонаті СРСР серед команд другої ліги, та «Волинь», у складі якої з урахуванням виступів за СК «Луцьк» зіграв близько 150 матчів у другій лізі, виступав також за СКА (Львів). По завершенні ігрової кар'єри — український футбольний тренер.

## Клубна кар'єра
Володимир Фігель народився у Львові, і є вихованцем групи підготовки місцевого футбольного клубу СКА, де одним із перших його тренерів був Володимир Вараксін. Дебютував у великому футболі молодий гравець виступами за аматорську команду львівського СКА у 1974 році. Оскільки на той час команда майстрів Прикарпатського військового округу базувалась у Луцьку, та виступала під назвою СК «Луцьк», то здібного молодого футболіста швидко запросили до команди майстрів з волинської столиці, за яку він дебютував уже в сезоні 1974 року. Наступного року луцький армійський клуб здобуває бронзові медалі української зони другої ліги, а сам Володимир Фігель був включений до списку 22 кращих гравців чемпіонату УРСР цього року. До кінця 1976 року Володимир Фігель виступав за луцький клуб, а після переформування луцького клубу та відновлення команди майстрів львівського СКА повернувся до Львова. У львівській армійській команді футболіст відіграв один сезон у другій лізі, та у 1978 році став гравцем іншої друголігової команди — ровенського «Авангарду». У цій команді Володимир Фігель швидко став одним із основних гравців середини поля, та відіграв за три сезони 88 матчів у чемпіонаті СРСР. У 1981 році футболіст зробив паузу у виступах за ровенський клуб, під час якої він грав за команду радянської Південної групи військ. У 1982 році Володимир Фігель повернувся до «Авангарду», та захищав його кольори до закінчення сезону 1986 року. Увесь цей час футболіст був одним із постійних гравців основного складу команди, і за цей час відіграв за ровенський клуб 175 матчів у чемпіонатах СРСР. У 1987 році Володимир Фігель переходить до лав одвічних суперників рівненського клубу — луцького «Торпедо». Волинський клуб у ці роки виступав досить вдало, поступово підіймався щаблями турнірної таблиці. У 1989 році луцька команда, яка цього року повернула собі історичну назву «Волинь», виграла золоті медалі переможців чемпіонату УРСР. Володимир Фігель, щоправда, у цьому сезоні відіграв за луцький клуб лише 6 матчів, що завадило йому отримати разом із іншими гравцями команди золоті медалі переможців чемпіонату УРСР, хоча він став єдиним футболістом, який грав і у бронзовому для лучан сезоні 1975 року, та у переможному сезоні 1989 року у складі обох луцьких клубів. Після завершення сезону 1989 року Володимир Фігель завершив кар'єру професійного футболіста.

## Тренерська кар'єра
Уперше кар'єру тренера Володимир Фігель розпочав на початку 1993 року, коли увійшов до тренерського штабу луцької «Волині». Пізніше, на початку 90-х років ХХ століття Володимир Фігель відновив кар'єру гравця, та виступав за аматорські луцькі клуби «Електрик-ЕНКО» та ЕНКО. У 1999 році Володимир Фігель увійшов до тренерського штабу ФК «Олександрія», де працював до 2002 року. У 2003 році протягом двох місяців Фігель входив до складу тренерського штабу вінницької «Ниви», а у вересні цього ж року увійшов до складу тренерського штабу СК «Миколаїв», у якому працював до травня 2004 року. У 2007 році Володимир Фігель став одним із тренерів азербайджанського клубу «Сімург», і працював у цій команді до 2010 року. У 2010 році Фігель повернувся до України, та увійшов до тренерського штабу харківського «Геліоса», який покинув у квітні 2011 року. У 2013 році вдруге увійшов до тренерського штабу «Сімурга», де працював протягом року. У жовтні 2014 року Володимир Фігель увійшов до тренерського штабу луцької «Волині», працював тренером дублюючого складу, старшим тренером команди U-21. У кінці липня 2016 року після серії невдалих ігор команди головний тренер та президент «Волині» Віталій Кварцяний вирішив відправити у відставку кількох тренерів клубу, серед них і Володимира Фігеля, щоправда, вже на початку серпня Володимир Фігель повернувся до роботи у команді, тепер уже на посаді одного із тренерів основної команди клубу.

## Досягнення
- Бронзовий призер Чемпіонату УРСР з футболу 1975, що проводився у рамках турніру в шостій зоні другої ліги СРСР.
- Грав у складі переможців Чемпіонату УРСР з футболу 1989, що проводився у рамках турніру в шостій зоні другої ліги СРСР, проте не зіграв відповідної кількості матчів (лише 6).